# Total War: Three Kingdoms
Total War: Three Kingdoms ist der zwölfte Teil der Computer-Strategiespielserie Total War (insofern man das anders gestaltete Total War Saga: Thrones of Britannia nicht mitrechnet) des britischen Entwicklerstudios Creative Assembly. Es wurde am 10. Januar 2018 angekündigt und erschien am 23. Mai 2019 zeitgleich für Windows, macOS und Linux.

## Handlung
Die Handlung spielt in einer der bekanntesten Epochen der Geschichte Chinas, der Zeit des Untergangs der Han-Dynastie und des Übergangs in die Zeit der Drei Reiche. Das Spiel beginnt im Jahr 190, dem Krönungsjahr des letzten Han-Kaisers Han Xiandi. Das Han-Reich befindet sich seit Jahrzehnten in einem Prozess des Niedergangs, geschwächt von Machtkämpfen am Hof, dem wachsenden Einfluss reicher Großgrundbesitzerfamilien und Rebellionen. Der junge Kaiser ist nur eine Marionette, während im Hintergrund mächtige Militärführer und Politiker um Macht und Einfluss streiten. Bald darauf sollte die offene militärische Konfrontation zwischen den verschiedenen Parteien folgen. Dieser Prozess brutal geführter interner Machtkämpfe führte letztlich zum Zusammenbruch des einst großen Han-Reichs und leitete die Zeit der drei Reiche ein. Dies war der Beginn einer Periode der staatlichen Teilung Chinas, die durch die Jin-Dynastie im späten 3./frühen 4. Jahrhundert nur kurzfristig und erst durch die Sui-Dynastie im späten 6. Jahrhundert für einen längeren Zeitraum überwunden werden sollte.
Die Geschichte des Untergangs des Han-Reiches und der Entstehung der drei Reiche gehört nicht nur zu einem der wissenschaftlich intensivsten untersuchten Epochen der chinesischen Geschichte, sondern ist auch der Hintergrund für einen der bekanntesten chinesischen Romane: Die Geschichte der Drei Reiche, verfasst von Luo Guanzhong im späten 14. Jahrhundert, in dem der Autor auch historische Quellen verarbeitete.
Dies ist insofern von Bedeutung, als man im Spiel zwischen einer „realistischen Variante“ und einer „Roman-Variante“ wählen kann. In letzterer stehen einem nicht nur historische Generale als Befehlshaber von Armeen zur Verfügung, vielmehr sind die historische Persönlichkeiten zudem mit „Heldenkräften“ ausgestattet und können ganze Kontingente feindlicher Truppen alleine bekämpfen. Des Weiteren wird weniger strikt der realen historischen Rahmenhandlung gefolgt. In der historischen Variante legten die Entwickler hingegen großen Wert auf eine möglichst korrekte und detaillierte historische Darstellung, wofür sie unter anderem einen der führenden Historiker dieser Epoche konsultierten, den Australier Rafe de Crespigny.

## Spielablauf
Man kann zu Beginn des Spiels über die Spielart (historische Handlung oder Romanhandlung) entscheiden. Anschließend hat man verschiedene historische Befehlshaber zur Auswahl, die jeweils unterschiedliche Stärken und Schwächen aufweisen sowie unterschiedliche Startpositionen, woraus sich entsprechende Schwierigkeitsgrade ergeben. Dies ist besonders für die „Roman-Variante“ von Bedeutung.
So kann man z. B. den berüchtigten Warlord Cao Cao wählen, der sich geschichtlich die Kontrolle über den letzten Han-Kaiser sichern konnte und sich auf dieser Grundlage als Beschützer des Kaiserreichs und Vertreter der einzig legitimen staatlichen Macht inszenierte. Cao Cao hatte in der Geschichte die Kontrolle über Nordchina erlangt, stand aber im Westen und Süden feindlichen Kriegsherren gegenüber, die seine Position nicht anerkannten; die bekanntesten davon waren Liu Bei und Sun Quan, die beiden anderen Reichsgründer in der „Zeit der drei Reiche“.
Dem Spieler ist es freigestellt, ob er sich vor allem auf militärische Stärke verlässt oder sich eher mit Hilfe der Diplomatie Verbündete beschafft. Tatsächlich haben Einzelaktionen des Spielers teils erheblichen Einfluss auf den Spielverlauf, da das Guanxi-Prinzip vor allem in der „Roman-Variante“ eine wichtige Rolle spielt: die soziale Vernetzung der handelnden Personen. So kann die Hinrichtung eines beliebten Feindes eigene Verbündete zu einer distanzierten, sogar feindseligen Haltung veranlassen und Unruhe im Volk auslösen. Zu diesem Zweck wurde das Diplomatiesystem überarbeitet und erweitert.
Ziel des Spielers ist es letztlich, sich gegenüber den feindlichen Warlords zu behaupten und die Kontrolle über das ehemalige Han-Reich zu erhalten. Dazu spielt man rundenbasiert auf einer Karte des alten Chinas und kümmert sich um Staat, Armee und Diplomatie, während Schlachten entweder automatisch berechnet oder vom Spieler selbst in Echtzeit gespielt werden können. Damit folgt das Spiel dem gewohnten Spielprinzip der Total-War-Reihe. In Echtzeitschlachten können wie gewohnt Reiter leicht von Fußtruppen mit Lanzen abgewehrt werden, Bogenschützen dienen als Distanzwaffe, die aber ebenso wie Schwertkämpfer anfällig für Reiterangriffe sind.

## DLCs
Der erste Downloadable Content (DLC) ist für Vorbesteller des Spiels bereits enthalten und bietet mit der Rebellion der gelben Turbane (Yellow Turban Rebellion) ein zusätzlich spielbares Handlungskapitel.
Am 8. August 2019 wurde die Erweiterung Eight Princes („acht Prinzen“) veröffentlicht. Hinzu kamen neben der neuen Kampagne auch neue Charaktere und Einheiten. Das Szenario spielt in der Zeit der ausgehenden Jin-Dynastie und beginnt im Jahr 291, als Machtkämpfe innerhalb der kaiserlichen Familie Sima zwischen verschiedenen Prinzen das Reich erschütterten, die erst 306 endeten. Nur wenige Jahre später sollte der sinisierte Xiongnufürst Liu Cong die beiden Hauptstädte des Reiches erobern und plündern, was das Ende des geeinten Jin-Reiches bedeutete; China sollte erst wieder unter der Sui-Dynastie vereint werden.
2020 erschienen mit Mandate of Heaven (Januar 2020) und A World Betrayed (März 2020) zwei weitere DLCs, die eine inhaltliche Erweiterung darstellen.

## Rezeption
Die Bewertungen des Spiels sind ganz überwiegend positiv. Besonders das außergewöhnliche Setting, die Fülle der Möglichkeiten und die Feinmechaniken wurden gelobt, ebenso die grafische Darstellung. Spielemagazine und Spieleseiten vergaben durchweg gute bis sehr gute Wertungen, dies gilt auch für Spielewertungen in der Presse. So vergab The Guardian eine Wertung von 4/5. Rob Zacny von Vice.com nannte es das beste Total War seit einem Jahrzehnt. Polygon beurteilte das Spiel als Strategie-Meisterstück. Im Test von Rock Paper Shotgun wurde es sogar als der bislang beste Teil der Serie bezeichnet.
Dennoch bestehen die aus der Reihe bekannten KI-Probleme, so dass sich Schwächen des Computergegners in offenen Feldschlachten teils relativ leicht ausnutzen lassen.
Total War: Three Kingdoms hat sich als das bislang am schnellsten verkaufte Spiel der Reihe erwiesen, mit einer Million verkaufter Einheiten kurz nach Veröffentlichung. Aufgrund der Hintergrundhandlung verkaufte sich das Spiel vor allem in der Volksrepublik China ausgesprochen gut.
Total War: Three Kingdoms hat kurz nach Release auch einen Rekord bei Steam aufgestellt: Es handelt sich um den besten Steam-Release 2019 mit 162.000 Spielern am Releasetag, des Weiteren belegte es in der Woche vom 27. Mai bis zum 2. Juni 2019 sowohl den ersten als auch den zweiten Platz in den Steam-Charts.

## Belege
1. ↑  Neue Spiele: „Total War: Three Kingdoms“ und „Nelly Cootalot: Spoonbeaks Ahoy“. In: ifun.de. Abgerufen am 17. Juni 2019.
2. ↑  Rafe de Crespigny: A Biographical Dictionary of Later Han to the Three Kingdoms (23–220 AD). Leiden/Boston 2007, S. 554–556. Zu den handelnden Personen sei im Folgenden auf dieses fachwissenschaftliche Personenlexikon von Rafe de Crespigny verwiesen.
3. ↑  Grundlegend (in westlichen Sprachen) ist Rafe de Crespigny: Fire over Luoyang. A History of the Later Han Dynasty 23-220 AD. Leiden/Boston 2016.
4. ↑  Video der Entwickler mit einer Zusammenfassung (englisch)
5. ↑  Total War: Three Kingdoms Faithfully Recreates an Epic Era in Chinese History, in: game.info.intel.com (22. Mai 2019) / TOTAL WAR: THREE KINGDOMS – WORKING WITH ROMANTICISED HISTORY, in: Total War Blog (6. Juni 2018).
6. ↑  Rafe de Crespigny: A Biographical Dictionary of Later Han to the Three Kingdoms (23–220 AD). Leiden/Boston 2007, S. 35–39.
7. ↑  Rafe de Crespigny: A Biographical Dictionary of Later Han to the Three Kingdoms (23–220 AD). Leiden/Boston 2007, S. 478–484.
8. ↑  Rafe de Crespigny: A Biographical Dictionary of Later Han to the Three Kingdoms (23–220 AD). Leiden/Boston 2007, S. 772–774.
9. ↑  Rob Zacny: Three Kingdoms Is the Best 'Total War' Game in a Decade, Review in Vice.com (23. Mai 2019).
10. ↑  Siehe dazu auch Total War Blog
11. ↑  Übersicht
12. ↑  Gamespot Review
13. ↑  Gamestar Test
14. ↑  IGN Review
15. ↑  Guardian Review
16. ↑  Three Kingdoms Is the Best 'Total War' Game in a Decade, Review in Vice.com (23. Mai 2019).
17. ↑  Total War: Three Kingdoms is a strategy masterpiece, in: Polygon.com (31. Mai 2019).
18. ↑  Denis Ryan: Where Total War meets Crusader Kings. In: Rock, Paper, Shotgun (16. Mai 2019).
19. ↑  Vgl. etwa den Test bei Gamestar.de
20. ↑  pcgamer.com
21. ↑  Newsmeldung bei Gamestar.de (28. Mai 2019)
22. ↑  News bei Gamestar.de (3. Juni 2019)